# Sint-Leonarduskerk ('s-Hertogenbosch)
De Sint Leonarduskerk in 's-Hertogenbosch was een rooms-katholiek kerkgebouw gelegen aan het Emmaplein 25. De kerk werd gebouwd in 1905, en is gesloopt in 1973. 

## Geschiedenis
Het gebouw werd ontworpen door de toenmalige stadsarchitect Jules Dony, die ook de panden aan de Stationsweg en de Drakenfontein ontworpen heeft. De kerk was in neogotische stijl ontworpen, en was vernoemd naar Bosschenaar Leonardus van Veghel, een van de martelaren van Gorcum.
Tijdens de Tweede Wereldoorlog raakte de kerk zwaar beschadigd, maar ze werd later weer volledig hersteld. In 1973 werd de kerk uiteindelijk toch gesloopt vanwege teruglopend kerkbezoek. Op de betreffende locatie kwam eerst het kantoor van het Brabants Dagblad (1979-2013), en vervolgens appartementen.